# Ledovec Marinelli
Ledovec Marinelli je ledovec končící v moři, nacházející se v národním parku Alberto de Agostini na ostrově Isla Grande de Tierra del Fuego na Ohňové zemi v Chile. Ledovec se rozlévá z hřebene Darwinova pohoří a telí se do zátoky Bahía Ainsworth, pobřeží fjordu Almirantazgo. Ledovec Marinelli je ve stavu ústupu, který započal přinejmenším již v roce 1960 a pokračuje až do současnosti. Tající voda z ledovce Marinelli odkétá do horních toků Marinelli Creek .